# ロータス・100T
ロータス・100T (Lotus 100T) は、チーム・ロータスが1988年のF1世界選手権参戦用に開発したフォーミュラ1カー。デザイナーはジェラール・ドゥカルージュとマーティン・オジルビー。1988年の開幕戦から最終戦まで実戦投入された。

## 100T

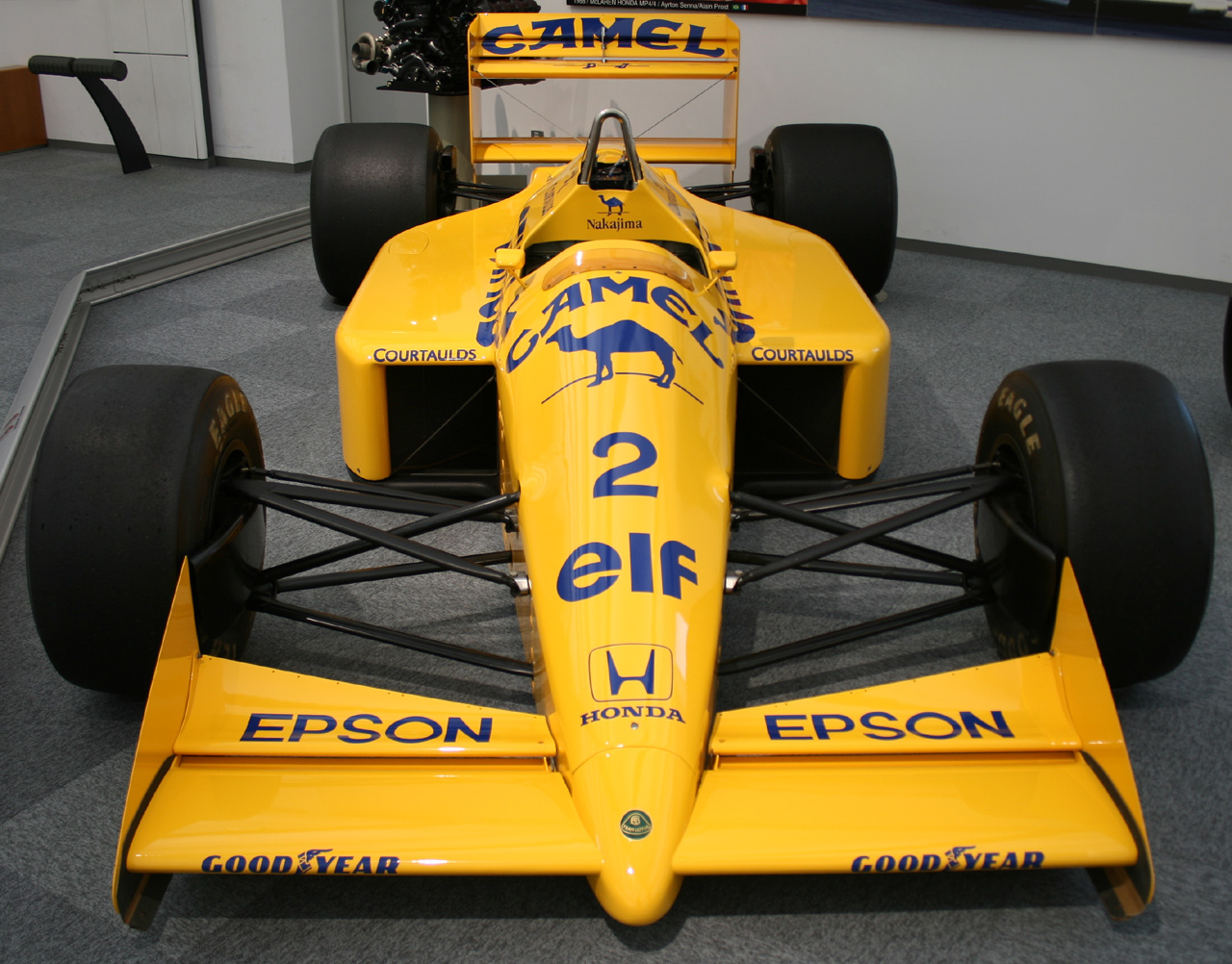
ロータス・100T

1.5L ターボエンジン最終年となるこの年も、前年の99Tに引き続き、ホンダV6ターボエンジンを搭載する。
前年度マシンの99Tに搭載したアクティブサスペンションは搭載せず、パッシブサスペンションに変更している。ダンパーの駆動は前後ともプッシュロッドに変更され、フロントのダンパーはドライバーの脚上に配置された。レギュレーションの変更により、ペダル位置が前輪車軸より後方に移ったためスリムなノーズになった。また、ターボ車の燃料制限は前年よりも厳しくなり、燃料タンク容量は150Lと小さくなった。

## 1988年シーズン

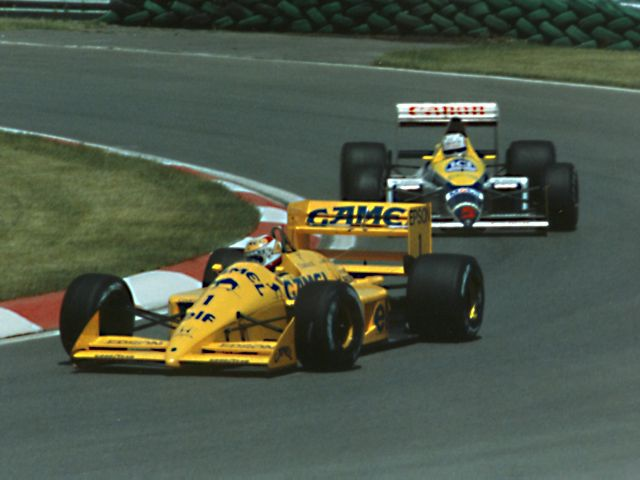
カナダGPでネルソン・ピケがドライブする100T

マクラーレンへ移籍したアイルトン・セナに代わり、ウィリアムズよりネルソン・ピケを迎えた。ピケは前年のドライバーズ・チャンピオンだったため、ゼッケンはピケが1、中嶋悟が2となった。
前年型99Tと違い、従来型のパッシブサスに戻したためデータの蓄積が古く、さらにロータスのチーム体制や設備が時代遅れになりつつあった。慢性的な資金不足（ピケの契約金が高かった）もあり、開発が思うように進まず車体の信頼性が著しく欠けた。
ピケ、中嶋ともに予選で中団以下に沈むことも多く、中嶋が2度の予選落ちを喫するなど、同じホンダ・RA168Eエンジンを搭載して連戦連勝を誇ったマクラーレン・MP4/4から大きく遅れをとった。同じ最強エンジンを積み、前年度ワールドチャンピオンのピケをもってしても最高位は3位止まりであった。
当初の下馬評では当時最強のホンダターボエンジンでプロストとセナの最強コンビを擁するマクラーレンには及ばずとも、それに次ぐ位置の確保は堅いと目されていたがフタを開けてみればマクラーレンと渡り合うどころか足元にも及ばず、コンストラクターズでは非力で信頼性の低かった自然吸気のジャッドエンジンでの参戦となったマーチやウィリアムズらと同等の争いをするほどの惨状で、最終的には未だ優勝経験のないアロウズと同点の23点でランキング4位。しかも自然吸気で戦った3位のベネトン（39点）には大差で後塵を拝し折角のホンダターボも宝の持ち腐れ同然のような惨憺たる結果に終わった。
ピケ曰く「第6戦デトロイトGPの時、チームは100Tのセッティングの方向性が全く分からなくなってしまった。そこでは新しくロングホイールベース仕様のシャシーを投入したが、重量配分がさらに悪化していてもう悪夢だった」という迷走具合であった。
第7戦フランスGPでは中嶋が好調で6位を走行するが、レース中にマシンのシート装着部が壊れるというマイナートラブルが発生し、本調子ではなかった7位ベネトンのアレッサンドロ・ナニーニに抜かれ、入賞のチャンスを棒に振ってしまった。
第15戦日本GPでようやく2台ともグリッド3列目まで浮上する復調を見せ、ターボエンジンの見納めとなる最終戦オーストラリアGPでは、ピケが決勝でプロストに次ぐ2番目のベストタイムを出しながら好走。チェッカーフラッグもマクラーレンのプロスト、セナに次ぐ3位で受け、ホンダ・ターボエンジンによる1-2-3フィニッシュで表彰台に立ちシーズンを締めた。これはチーム・ロータスとしては結果的に最後の表彰台となった。
ロータス加入当初に「ワールドチャンピオンを獲るために来た」と移籍理由を述べていたピケにとって100Tは失望のマシンとなったが、ホンダエンジンにはついては「今年で（ウィリアムズ時代を含め）3年乗ってきたホンダエンジンとは最後だけど、いつもながらホンダパワーは強力だったよ」と感謝のコメントを残している。

### エピソード
- 高品質な自動車模型製品で世界的に知られるタミヤ模型が、前年からの日本でのF1と中嶋悟人気の高まりもあり、100Tの1/12スケールのプラスチック・モデルの発売を計画し、設計図面も進行していた。しかし実車の100Tが開幕時の予想に反しあまりに成績が出なかったため、1/12スケールモデルの発売が中止されお蔵入りになってしまった[7]。前年に1/20スケールでは99Tが発売されていたが、タミヤ製品の1/12スケールF1モデル復活は3年後の1991年（フェラーリ641/2）となってしまった。
- 100Tの設計者であるジェラール・ドゥカルージュは第3戦モナコGPを終えた時に記者から同じエンジンのマクラーレン・MP4/4の速さについてどう思うか？と質問を受け、「マクラーレンは、リヤサスペンションのジオメトリーが最適なことと、低く作られたホンダV6エンジンの特徴を生かして、できるだけ低い位置に搭載するために3本のシャフトを持つトランスミッションを採用しているようだ。それがロータスとの大きい違いだ。」と的確に指摘したが、それを100Tの速さ獲得に役立てることはできなかった[8]。

## スペック

### シャーシ
- シャーシ名 100T
- シャーシ構造 カーボンファイバー製モノコック
- サスペンション プッシュロッド式ダブルウィッシュボーン
- ホイールベース 2,775mm
- 前トレッド 1,800mm
- 後トレッド 1,650mm
- 重量 540kg
- クラッチ AP
- ブレーキキャリパー ブレンボ
- ブレーキパッド・ディスク SEP
- ホイール O・Z
- タイヤ グッドイヤー
- ダンパー ビルシュタイン
- ギヤボックス ロータス／ヒューランド6速マニュアル

### エンジン

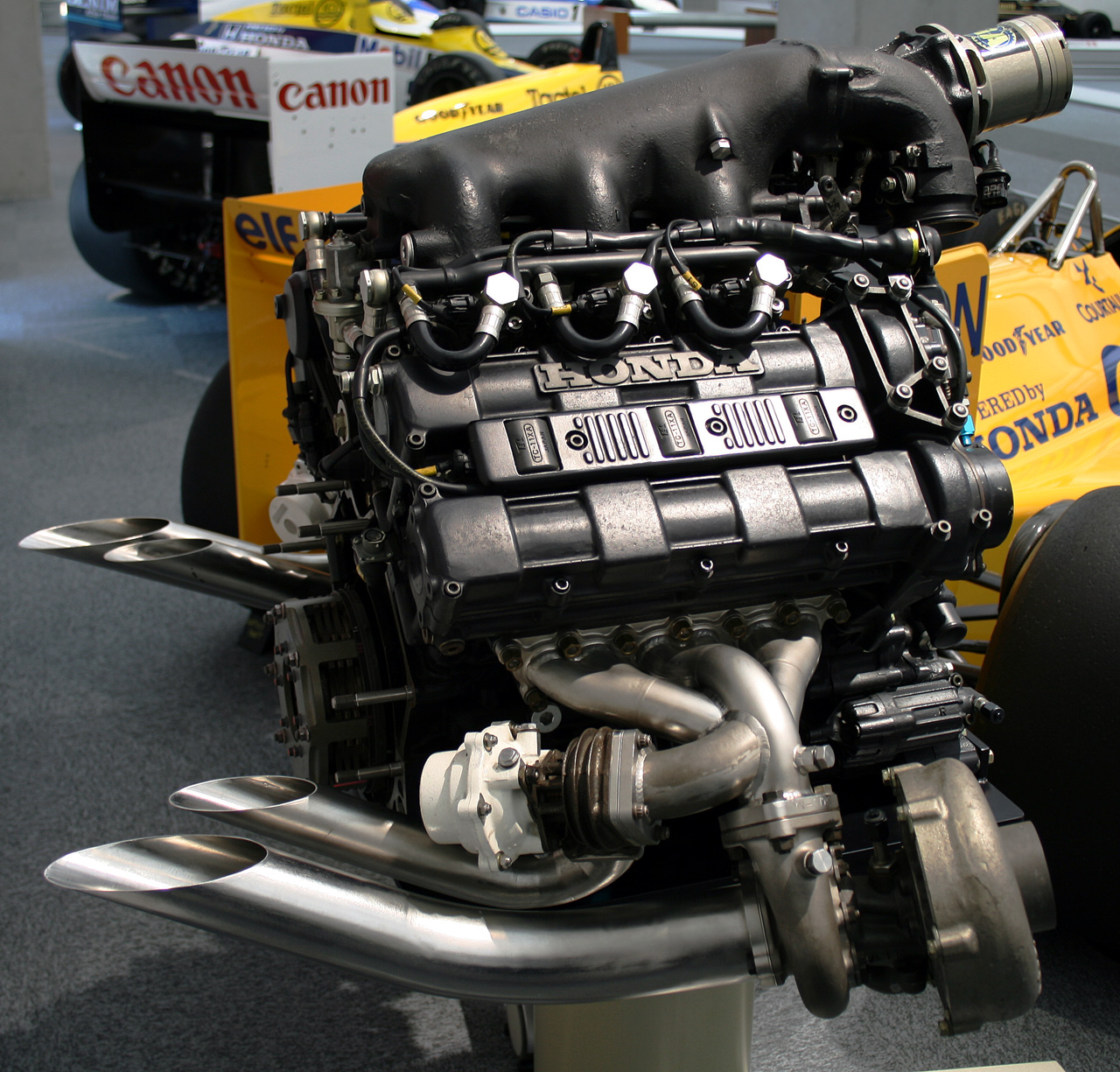
ホンダRA168E

- エンジン名 ホンダ・RA168E
- 気筒数・角度 V型6気筒ターボ・80度
- 排気量 1,500cc
- ターボ IHIツインターボ
- イグニッション ホンダPGM-IG
- インジェクション ホンダPGM-FI
- スパークプラグ NGK
- 燃料・潤滑油 エルフ

## シャーシ履歴
100Tは、100T/1から100T/4までの4台がグランプリで使用された。100T/1は中嶋のメインマシンとなり、100T/2はピケのメインマシンとなった。100T/3はTカーとして使用され、100T/4は前半の数戦で中嶋のマシンとして使用された。100T/5はビルシュタイン製の電子制御ダンパーが搭載されたロングホイールベース仕様であったがテストでクラッシュしている。
100T/5は一時無限（後のM-TEC）が所有し、日本国内で星野一義や黒澤元治らがテスト走行を行った。黒澤は『ベストモータリング』の企画で西仙台ハイランド（後の仙台ハイランド）でテストを行った際の感想として「（中嶋）悟も苦労したんじゃないかなとわかるほど、前後のタイヤの接地感がない。ただその分ハンドルも軽いので操作は楽」「シフトフィーリングは非常に軽く、自由にどこでも簡単に入れられる」と述べている。2025年現在は栃木県のホンダコレクションホールで動態保存されており、2000年代に入って以後もイベントなどで中嶋悟や佐藤琢磨が走行させることがある。

## 記録
- コンストラクターズランキング4位。
- ドライバーズランキング6位（ネルソン・ピケ）予選最高位3位 決勝最高位3位
- ドライバーズランキング16位（中嶋悟）予選最高位6位 決勝最高位6位

| 年   | No. | ドライバー | 1   | 2   | 3   | 4   | 5   | 6   | 7   | 8   | 9   | 10  | 11  | 12  | 13  | 14  | 15  | 16  | ポイント | ランキング |
| 年   | No. | ドライバー | BRA | SMR | MON | MEX | CAN | DET | FRA | GBR | GER | HUN | BEL | ITA | POR | ESP | JPN | AUS | ポイント | ランキング |
| ---- | --- | ---------- | --- | --- | --- | --- | --- | --- | --- | --- | --- | --- | --- | --- | --- | --- | --- | --- | -------- | ---------- |
| 1988 | 1   | ピケ       | 3   | 3   | Ret | Ret | 4   | Ret | 5   | 5   | Ret | 8   | 4   | Ret | Ret | 8   | Ret | 3   | 23       | 4位        |
| 1988 | 2   | 中嶋       | 6   | 8   | DNQ | Ret | 11  | DNQ | 7   | 10  | 9   | 7   | Ret | Ret | Ret | Ret | 7   | Ret | 23       | 4位        |

- 太字はポールポジション、斜字はファステストラップ、DNQは予選不通過。(key)